# Miringotomía
La miringotomía (G. menigx, membrana; tomos corte) es una incisión en el tímpano (membrana timpánica). Antiguamente se realizaba para drenar pus del oído medio; en la actualidad se practica para aspiración de exudados, o trasudados no supurativos. Se conserva la ventilación del oído medio introduciendo una sonda de teflón o tubo de ventilación , de tal manera que el líquido pueda drenar por el tubo cuando hay una trompa de eustaquio estrecha o disfuncional. 
Los tubos de ventilación se suelen caer espontáneamente luego de 6 a 8 meses de colocados en la membrana timpánica, pero si el oído sigue presentando problemas se suelen volver a colocar. En los pacientes más problemáticos se recomienda la colocación de un tubo de ventilación permanente.
Los riesgos de esta cirugía son muy bajos y solo están asociados al uso de la anestesia general.
El periodo de recuperación posoperatorio suele ser muy corto y el paciente puede incorporarse a sus actividades diarias en 2 días.